# 贝纳卢普-卡萨斯维耶哈斯
贝纳卢普-卡萨斯维耶哈斯（西班牙語：Benalup-Casas Viejas）是西班牙安达卢西亚自治区加的斯省的一个市镇。总面积60.7平方公里，总人口6995人（2017年），人口密度120人/平方公里。
1933年，这里曾发生过全国劳工联盟发起的无政府主义运动暴乱事件，共造成24人死亡。

## 人口
| 贝纳卢普历史人口变化 |
|                      |

## 图集

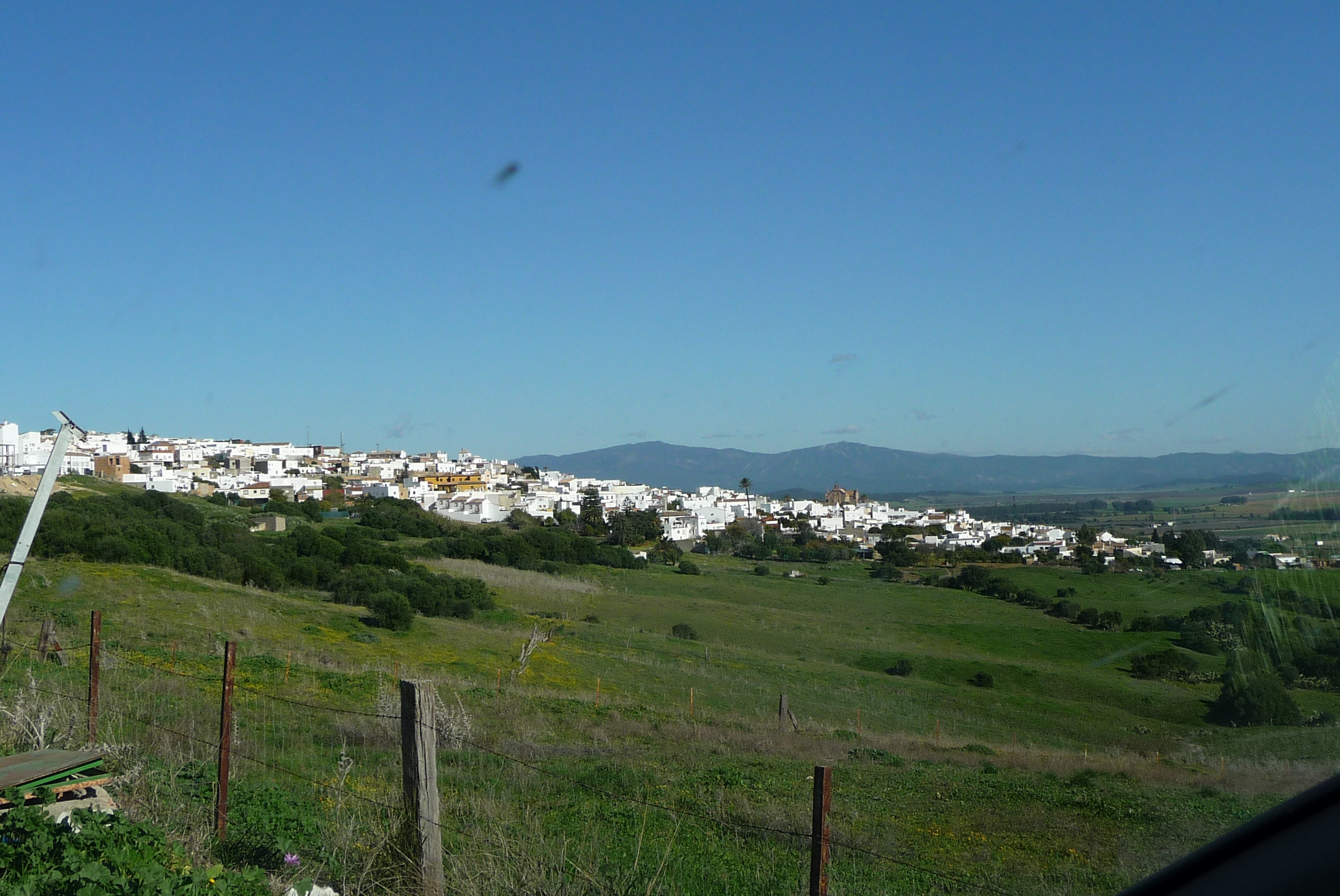
全景
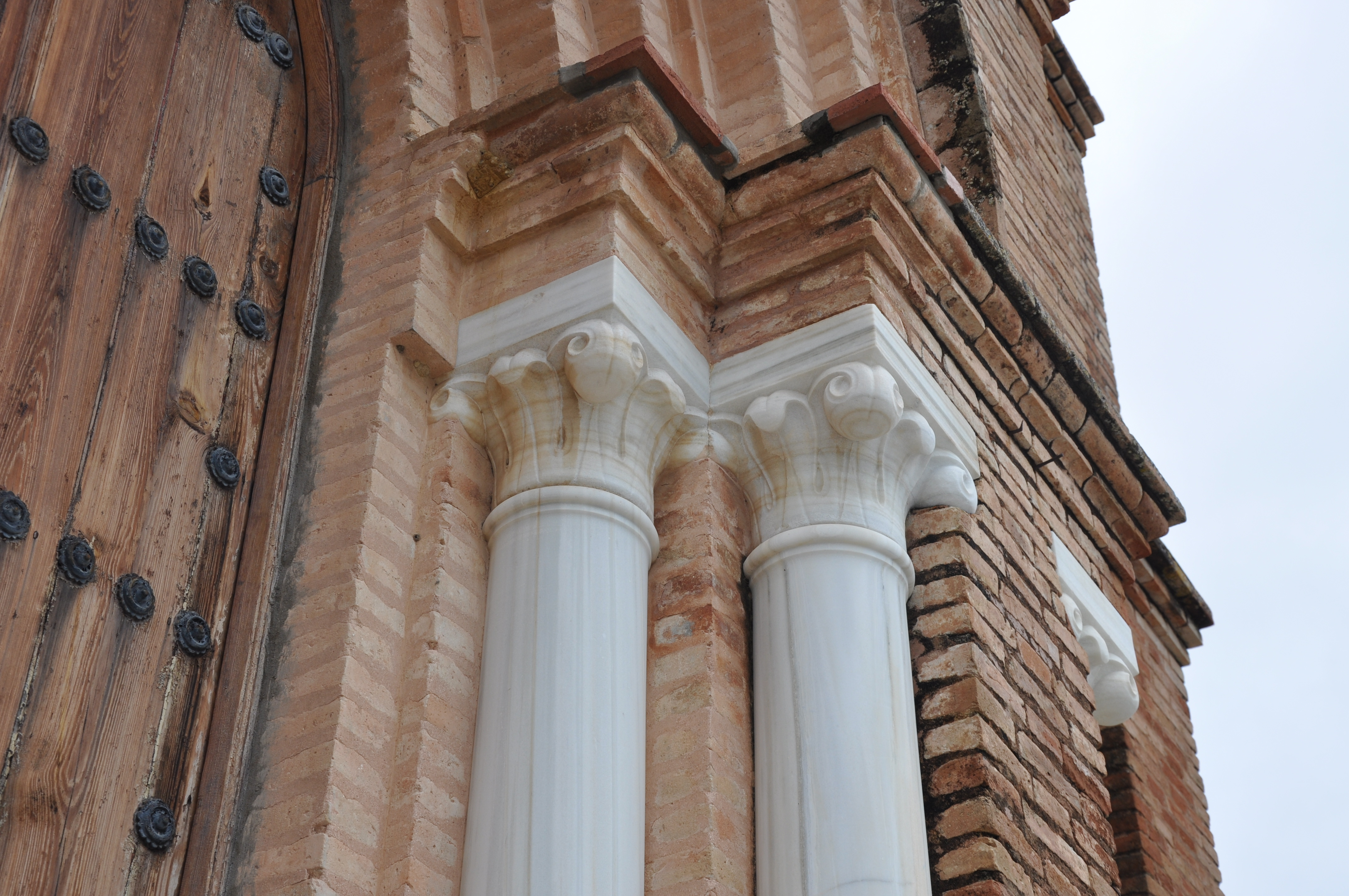
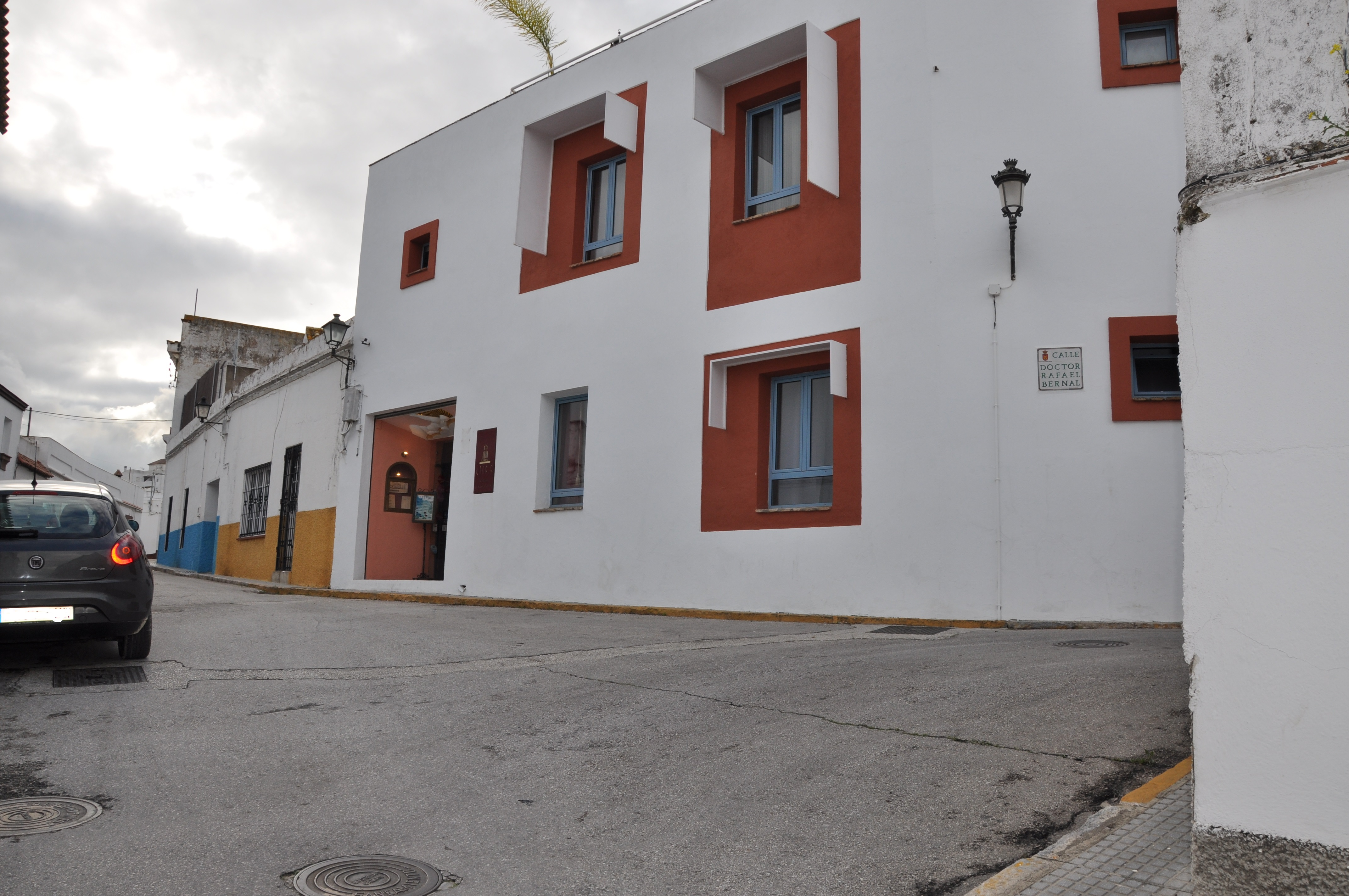
旅馆
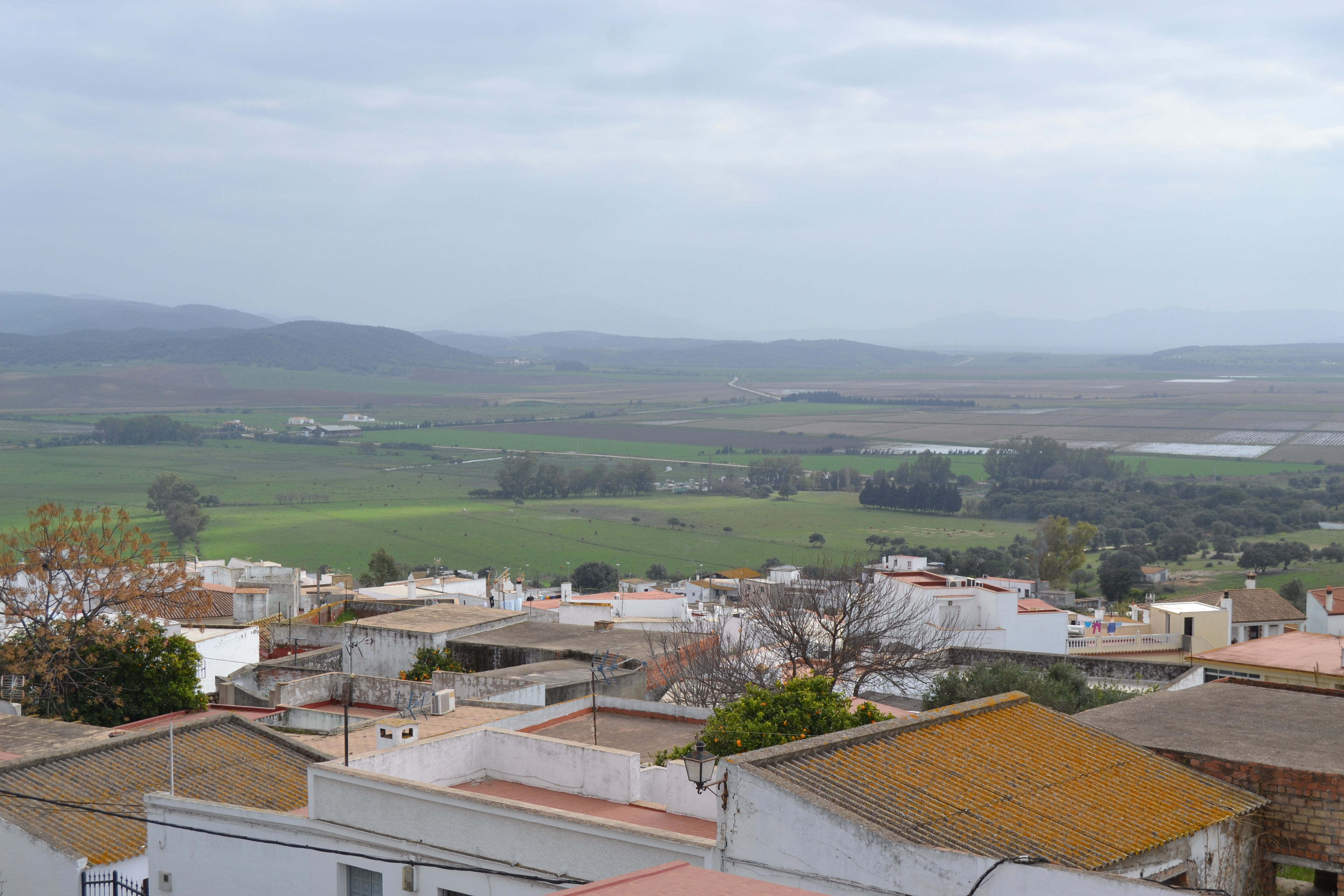